# Wit-Rusland op de Olympische Zomerspelen 2004
Wit-Rusland nam deel aan de Olympische Zomerspelen 2004 in Athene, Griekenland. Aanvankelijk werden er vijftien medailles gewonnen. Eind 2012 werden deze gereduceerd tot dertien. De medailles van Ivan Tsichan (zilver in het kogelslingeren) en Iryna Jatsjanka (brons bij het discuswerpen) werden hun alsnog ontnomen.

## Medailleoverzicht
| Sport         | Olympiër                           | Onderdeel                      | Medaille |
| ------------- | ---------------------------------- | ------------------------------ | -------- |
| Atletiek      | Joelia Nesterenko                  | 100 m (v)                      | Goud     |
| Judo          | Ihor Makarov                       | tot 100 kg (m)                 | Goud     |
| Boksen        | Magomed Aripagadjiev               | lichtzwaargewicht (-81 kg) (m) | Zilver   |
| Boksen        | Viktar Zuyev                       | zwaargewicht (-91 kg) (m)      | Zilver   |
| Gewichtheffen | Andrei Rybakou                     | tot 85 kg (m)                  | Zilver   |
| Gewichtheffen | Hanna Batsiushka                   | tot 63 kg (v)                  | Zilver   |
| Roeien        | Ekaterina Karsten                  | skiff (v)                      | Zilver   |
| Gewichtheffen | Tatsiana Stukalava                 | tot 63 kg (v)                  | Brons    |
| Kanovaren     | Vadzim Machnew Raman Pjatroesjenka | K2 500 m                       | Brons    |
| Roeien        | Yuliya Bichyk Natallia Helakh      | twee-zonder-stuurvrouw (v)     | Brons    |
| Schietsport   | Sergei Martynov                    | 50 m kleinkalibergeweer (m)    | Brons    |
| Wielrennen    | Natallia Tsylinskaya               | 500 m tijdrit (v)              | Brons    |
| Worstelen     | Viachaslau Makaranka               | grieks-romeins, (-84 kg) (m)   | Brons    |

## Resultaten en deelnemers per onderdeel
(incompleet)

### Atletiek
Vrouwen 100 meter:
- Joelia Nesterenko - Finale, 10.93 s (goud)

Vrouwen 200 meter:
- Natalya Safronnikova - Eerste ronde: 23.28 s, Ronde 2: 23.63 s

Vrouwen 400 meter:
- Svjatlana Oesovitsj - Eerste ronde: 51.37 s, halve finale: 51.42 s

Vrouwen 5000 meter:
- Olga Kravtsova - Eerste ronde: 15:44.01

Vrouwen 4x100 meter estafette:
- Oksana Dragun, Yelena Nevmerzhitskaya, Natalya Safronnikova, Joelia Nesterenko - Eerste ronde: 43.06 s, Finale: 42.94 s (NR) (5e plaats)

Vrouwen 4x400 meter estafette:
- Natalya Sologub, Irina Khlyustova, Ilona Oesovitsj en Svjatlana Oesovitsj - Eerste ronde: 3:27.38 (9e plaats)

Mannen tienkamp:
- Aleksandr Parkhomenko - 7918 punten (20e plaats)

Vrouwen zevenkamp:
- Natalya Sazanovich - Niet gefinisht (trok zich terug na twee onderdelen)

Mannen marathon:
- Azat Rakipov - Niet gefinisht

Mannen 20 km snelwandelen:
- Yevgeniy Misyulya – 1:25:10 (19e plaats)
- Ivan Trotskiy – 1:25:53 (23e plaats)
- Andrei Talashko – 1:29:36 (35e plaats)

Vrouwen 20 km snelwandelen:
- Margarita Turova - 1:29:39 (4e plaats)
- Yelena Ginko - 1:30:22 (9e plaats)
- Valentina Tsybulskaya - 1:31:49 (15e plaats)

Mannen 50 km snelwandelen:
- Andrey Stepanchuk – 3:59:32 (19e plaats)

Mannen hink-stap-springen:
- Dmitriy Valyukevich - Eerste ronde, 16.32 meter (ging niet verder)
- Aleksandr Glavatskiy - Eerste ronde, 16.18 meter (ging niet verder)

Vrouwen hink-stap-springen:
- Natalya Safronova - Eerste ronde: 14.52 meter, Finale: 14.22 meter (13e plaats)

Mannen hoogspringen:
- Gennadiy Moroz - Eerste ronde, 2.25 meter (ging niet verder)
- Aleksey Lesnichiy - Eerste ronde, DQ

Mannen kogelstoten:
- Andrey Mikhnevich - Finale, 20.60 meter (5e plaats)
- Yuriy Belov - Finale, 20.34 meter (6e plaats)
- Pavel Lyzhyn - Eerste ronde, 19.60 meter (ging niet verder)

Vrouwen kogelstoten:
- Nadzeja Astaptsjoek - Eerste ronde: 19.69 meter, Finale: 19.01 meter (4e plaats)
- Natalia Khoroneko - Eerste ronde: 18.52 meter, Finale: 18.96 meter (5e plaats)

Mannen discus:
- Vasiliy Kaptyukh - Finale, 65.10 meter (4e plaats)
- Aleksandr Malashevich - Eerste ronde, 58.45 meter (ging niet verder)
- Leonid Cherevko - Eerste ronde, 57.89 meter (ging niet verder)

Vrouwen discus:
- Iryna Jatsjanka - Finale, 66.17 meter (brons). Ze werd na de Spelen geschorst voor het gebruik van doping.[1][2]
- Ellina Zvereva - Eerste ronde: 60.63 meter

Vrouwen speerwerpen:
- Natalya Shymchuk - Eerste ronde: 51.23 meter

Mannen kogelslingeren:
- Ivan Tsichan - Finale, 79.81 meter (zilver). Hij werd na de Spelen geschorst voor het gebruik van doping.[1][2]
- Vadzim Dzeviatkouski - Finale, 78.82 meter (4e plaats)
- Igor Astapkovitsj - Finale, 76.22 meter (9e plaats)

Vrouwen kogelslingeren:
- Mariya Smolyachkova - Eerste ronde: 65.58 meter

### Boksen
Vlieggewicht (51kg)
- Bato Vankeev
  1. Laatste 32 - Verloor van Juan Carlos Payano uit Dominicaanse Republiek, 26-18

Bantamgewicht (54kg)
- Khavazhi Khatsigov
  1. Laatste 32 - Versloeg Juan López uit Puerto Rico, 27-19
  2. Laatste 16 - Verloor van Worapoj Petchkoom uit Thailand, 33-18

Vedergewicht (57kg)
- Mikhail Biarnadski
  1. Laatste 32 - Versloeg Likar Ramos Concha uit Colombia, 32-18
  2. Laatste 16 - Verloor van Viorel Simion uit Roemenië, 38-13

Halfzwaargewicht (81kg)
- Magomed Aripgadjiev - zilver
  1. Laatste 32 - Versloeg Ramiro Goben Reducindo Radilla uit Mexico, 29-10
  2. Laatste 16 - Versloeg Edgar Ramon Munoz Mata uit Venezuela, 18-10
  3. Kwartfinale - Versloeg Lei Yuping uit China, 27-18
  4. Halve finale - Versloeg Ahmed Ismail uit Egypte, 23-20
  5. Finale - Verloor van Andre Ward uit Verenigde Staten, 20-13

Zwaargewicht (91kg)
- Viktar Zuyev - zilver
  1. Laatste 16 - Versloeg Daniel Betti uit Italië, blessure
  2. Kwartfinale - Versloeg Devin Vargas uit Verenigde Staten, 36-27
  3. Halve finale - Versloeg Mohamed Elsayed, walkover
  4. Finale - Verloor van Odlanier Solis Fonte uit Cuba, 22-13

Super zwaargewicht (over 91kg)
- Aliaksandr Apanasionak
  1. Laatste 16 - Verloor van Aleksey Masikin uit Oekraïne, 23-5

### Boogschieten
- Anton Prylepau - mannen individueel, 9e plaats
- Hanna Karasiova - vrouwen individueel, 37e plaats

### Judo
Mannen 60 kg:
- Siarhei Novikau - verslagen in de 1/16e finale

Mannen 73 kg:
- Anatoly Laryukov - verslagen in de 1/16e finale; herkansing laatste 32

Mannen 81 kg:
- Siarhei Shundzikau - verslagen in de achtste finale

Mannen 90 kg:
- Siarhei Kukharenka - verslagen in de 1/16e finale; herkansing laatste 16

Mannen 100 kg:
- Ihor Makarov - goud; won finale

Mannen 100+ kg:
- Yury Rybak - verslagen in de kwartfinale; herkansing laatste 16

Vrouwen 48 kg:
- Tatiana Moskvina - verslagen in de achtste finale; herkansing laatste 16

### Kanovaren
Vlakwater mannen c1 500m:
- Aliaksandr Zhukouski - 4e plaats
  1. Serie - 1:50.378 (4e in serie)
  2. Halve finale - 1:50.563 (1e in serie)
  3. Finale - 1:47.903 (4e)

Vlakwater mannen c1 1.000m:
- Aliaksandr Zhukouski - 10e plaats
  1. Serie - 4:02.159 (5e in serie)
  2. Halve finale - 3:55.456 (4e in serie)

Vlakwater mannen c2 500m:
- Aliaksandr Kurliandchyk en Aliaksandr Bahdanovich - 6e plaats
  1. Serie - 1:41.576 (5e in serie)
  2. Halve finale - 1:42.484 (3e in serie)
  3. Finale - 1:40.858 (6e)

Vlakwater mannen c2 1.000m:
- Aliaksandr Kurliandchyk en Aliaksandr Bahdanovich - 10e plaats
  1. Serie - 3:38.391 (7e in serie)
  2. Halve finale - 3:33.588 (4e in serie)

Vlakwater mannen k2 500m:
- Raman Pjatroesjenka en Vadzim Machnew - brons
  1. Serie - 1:28.925 (1e in serie)
  2. Finale - 1:27.996 (3e)

Vlakwater vrouwen k2 500m:
- Hanna Puchkova en Alena Bets - 9e plaats
  1. Serie - 1:45.279 (6e in serie)
  2. Halve finale - 1:45.234 (3e in serie)
  3. Finale - 1:43.729 (9e)

Vlakwater mannen k4 1.000m:
- Raman Pjatroesjenka, Aljaksej Abalmasaw, Dziamyan Turchyn, Vadzim Machnew - 6e plaats
  1. Serie - 2:52.170 (2e in serie)
  2. Finale - 3:02.419 (6e)

### Moderne vijfkamp
Mannen:
- Dzmitry Meliakh - 5e plaats

Vrouwen:
- Tatsiana Mazurkevich - 9e plaats
- Galina Bashlakova - 21e plaats

### Schoonspringen
Mannen 3 meter plank:
- Sergei Kuchmasov - Kwalificatie: 377.61 (25e plaats)
- Aliaksandr Varlamov - Kwalificatie: 357.09 (30e plaats)

Mannen 10 meter platform:
- Aliaksandr Varlamov - voorronde, 27e plaats
- Andrei Mamontov - voorronde, 30e plaats

### Paardensport
Individueel dressuur:
- Iryna Lis met Problesk - tweede ronde, 24e plaats

### Schermen
Vrouwen floret individueel:
- Vita Siltchenko - verslagen in de 1/16e finale

Mannen sabel individueel:
- Dmitri Lapkes - 4e plaats

### Gymnastiek
Mannen, turnen:
- Ivan Ivankov - plaatste zich voor één onderdeel
  - Brug - 4e plaats
- Denis Savenkov - plaatste zich voor geen enkel onderdeel

Turnen, vrouwen
- Yulia Tarasenka - plaatste zich voor geen enkel onderdeel

Vrouwen, ritmische gymnastiek:
- individueel
  - Inna Zhukova - 7e plaats
  - Svetlana Rudalova - 10e plaats
- team - 4e plaats
  - Natalia Aliaksandrava (hoepel en bal)
  - Yavhenia Burlo
  - Hlafira Martsinovich
  - Zlatislava Nersesian
  - Alina Nikandrava (lint)
  - Maria Paplyka

Mannen trampoline:
- Dimitri Polyarush - 4e plaats
- Nikolai Kazak - 14e plaats

Vrouwen trampoline:
- Tatiana Petrenia - 16e plaats

### Wielersport

#### Wegwielrennen
Mannen wegwedstrijd:
- Aljaksandr Oesaw - niet gefinisht

Vrouwen wegwedstrijd:
- Zinaida Stahurskaya - 19e plaats, 3:25:42
- Volha Hayeva - 45e plaats, 3:33:35

#### Baanwielrennen
Mannen individuele achtervolging:
- Vasili Kiryienka - kwalificatieronde, 13e plaats

Vrouwen individueel sprint:
- Natallia Tsylinskaya - klassificatie 5-8, 5e plaats

Vrouwen tijdrit:
- Natallia Tsylinskaya - brons, 34.167

Mannen puntenrace:
- Yauheni Sobal - 12e plaats, 24 punten

Afghanistan · Albanië · Algerije · Amerikaanse Maagdeneilanden · Amerikaans-Samoa · Andorra · Angola · Antigua en Barbuda · Argentinië · Armenië · Aruba · Australië · Azerbeidzjan · Bahama's · Bahrein · Bangladesh · Barbados · België · Belize · Benin · Bermuda · Bhutan · Bolivia · Bosnië en Herzegovina · Botswana · Brazilië · Britse Maagdeneilanden · Brunei · Bulgarije · Burkina Faso · Burundi · Cambodja · Canada · Centraal-Afrikaanse Republiek · Chili · China · Chinees Taipei · Colombia · Comoren · Congo-Brazzaville · Congo-Kinshasa · Cookeilanden · Costa Rica · Cuba · Cyprus · Denemarken · Djibouti · Dominica · Dominicaanse Republiek · Duitsland · Ecuador · Egypte · El Salvador · Equatoriaal-Guinea · Eritrea · Estland · Ethiopië · Fiji · Filipijnen · Finland · Frankrijk · Gabon · Gambia · Georgië · Ghana · Grenada · Griekenland · Groot-Brittannië · Guam · Guatemala · Guinee · Guinee‑Bissau · Guyana · Haïti · Honduras · Hongarije · Hongkong · Ierland · IJsland · India · Indonesië · Irak · Iran · Israël · Italië · Ivoorkust · Jamaica · Japan · Jemen · Jordanië · Kaaimaneilanden · Kaapverdië · Kameroen · Kazachstan · Kenia · Kirgizië · Kiribati · Koeweit · Kroatië · Laos · Lesotho · Letland · Libanon · Liberia · Libië · Liechtenstein · Litouwen · Luxemburg · Macedonië · Madagaskar · Malawi · Malediven · Maleisië · Mali · Malta · Marokko · Mauritanië · Mauritius · Mexico · Micronesië · Moldavië · Monaco · Mongolië · Mozambique · Myanmar · Namibië · Nauru · Nederland · Nederlandse Antillen · Nepal · Nicaragua · Nieuw-Zeeland · Niger · Nigeria · Noord-Korea · Noorwegen · Oeganda · Oekraïne · Oezbekistan · Oman · Oostenrijk · Oost‑Timor · Pakistan · Palau · Palestina · Panama · Papoea-Nieuw-Guinea · Paraguay · Peru · Polen · Portugal · Puerto Rico · Qatar · Roemenië · Rusland · Rwanda · Saint Kitts en Nevis · Saint Lucia · Saint Vincent en Grenadines · Salomonseilanden · Samoa · San Marino · Sao Tomé en Principe · Saoedi-Arabië · Senegal · Servië en Montenegro · Seychellen · Sierra Leone · Singapore · Slovenië · Slowakije · Soedan · Somalië · Spanje · Sri Lanka · Suriname · Swaziland · Syrië · Tadzjikistan · Tanzania · Thailand · Togo · Tonga · Trinidad en Tobago · Tsjaad · Tsjechië · Tunesië · Turkije · Turkmenistan · Uruguay · Vanuatu · Venezuela · Verenigde Arabische Emiraten · Verenigde Staten · Vietnam · Wit-Rusland · Zambia · Zimbabwe · Zuid-Afrika · Zuid-Korea · Zweden · Zwitserland